# Margaret Leech
Margaret Kernochan Leech, verheiratete Pulitzer, (* 7. November 1893 in Newburgh, New York; † 2. Februar 1974 in New York City) war eine US-amerikanische Historikerin und Autorin. Sie gewann den Pulitzer-Preis für Geschichte zweimal: 1942 als erste Frau in dieser Kategorie für Reveille in Washington und 1960, nachdem der Beirat die Jury überstimmt hatte, für In the Days of McKinley.

## Leben
Sie wurde als Tochter von William Kernochan Leech und Rebecca (Taggert) Leech geboren. Sie besuchte Privatschulen in Newburgh and Poughkeepsie und erwarb 1915 einen Bachelor am Vassar College. Ihre erste Arbeit war beim Condé Nast Verlag, wo sie Briefe von verärgerten Abonnenten beantwortete, die ihre Zeitschriften nicht erhalten hatten. Leech arbeitete auch in der Werbung und Öffentlichkeitsarbeit. Während des Ersten Weltkriegs arbeitete sie für Spendenorganisationen, darunter das American Committee for Devastated France.
Nach dem Krieg freundete sie sich mit Mitgliedern des Algonquin Round Table an, darunter der Kritiker und Rhetoriker Alexander Woollcott. Sie war die Gesellschafterin einiger der geistreichsten und brillantesten Männer und Frauen der Literatur, die sich im Algonquin Hotel in Manhattan aufhielten.
In den 1920er Jahren verfasste sie drei Romane: The Back of the Book (1924), Tin Wedding (1926) und The Feathered Nest (1928) und 1927 zusammen mit Heywood Broun eine Biographie über Anthony Comstock mit dem Titel Anthony Comstock, roundsman of the Lord. Mit Beatrice Kaufman schrieb sie 1934 ein Theaterstück, Divided by Three, das allerdings ohne Erfolg blieb.
1928 heiratete sie Ralph Pulitzer, den Herausgeber der Zeitung New York World. Pulitzers Vater, Joseph, hatte den Pulitzer-Preis durch ein Vermächtnis an die Columbia University gestiftet. Sie hatten zwei Töchter, Susan und Margaretta; letztere starb im Kindesalter. Pulitzer starb schon 1939.
Leech wandte sich der Geschichtsschreibung zu. Reveille in Washington, 1860-1865 ist ein Bericht über Washington, D.C. während des Amerikanischen Bürgerkriegs und handelt unter anderem von Abraham Lincoln und seiner Frau Mary sowie von Rose O’Neal Greenhow, der Spionin der Konföderierten, deren Arbeit dazu beitrug, dass die Südstaaten-Truppen die Erste Schlacht von Bull Run gewannen. Er erschien zunächst in Fortsetzungen im Atlantic Monthly, bevor er 1941 als äußerst erfolgreiches Buch veröffentlicht wurde. 1942 erhielt Leech dafür als erste Frau den Pulitzer-Preis für Geschichte. Passagen aus dem Buch werden in George Saunders’ Roman Lincoln In The Bardo (2016) zitiert.
In the Days of McKinley von 1959 ist eine bis ins kleinste Detail sorgfältig erzählte Biografie des Präsidenten William McKinley, und er wird als attraktiverer Mensch und besserer Präsident gezeigt, als manche andere ihn dargestellt haben, ohne jedoch die Distanz zum Objekt zu verlieren. Das Buch wurde 1960 auch mit dem Bancroft-Preis ausgezeichnet.
Leech starb im Alter von 80 Jahren an einem Schlaganfall in New York City. Sie ist auf dem Woodlawn Cemetery in der Bronx beerdigt.
Zum Zeitpunkt ihres Todes hatte Leech die Arbeit an einer neuen historischen Geschichte begonnen, The Garfield Orbit. Das Buch wurde von Harry J. Brown fertiggestellt und erschien 1978.

## Werke
- The Back of the Book. Boni and Liveright, New York City 1924.
- Tin Wedding. Boni and Liveright, New York City 1926.
- Anthony Comstock, roundsman of the Lord. Wishart Ltd., London 1928.
- The Feathered Nest. Boni and Liveright, New York City 1928.
- Reveille in Washington, 1860–1865. Harper & Brothers, New York City 1941.
- In the Days of McKinley. Harper & Brothers, New York City 1959.
- The Garfield Orbit. Harper & Row, New York City 1978, ISBN 978-0-06-012551-6.